# Microscopie électronique en transmission
Pour les articles homonymes, voir Microscope, MET, TEM, Microscope électronique et Microscopie.

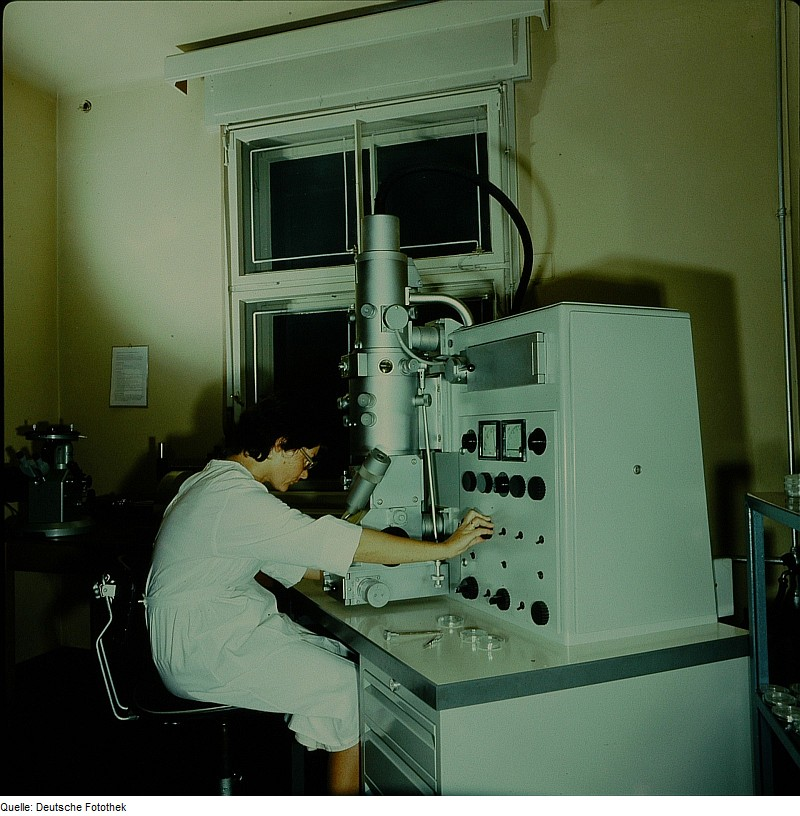
Un microscope électronique en transmission (1976).

La microscopie électronique en transmission (MET, ou TEM pour l'anglais transmission electron microscopy) est une technique de microscopie où un faisceau d'électrons est « transmis » à travers un échantillon très mince. Les effets d'interaction entre les électrons et l'échantillon donnent naissance à une image, dont la résolution peut atteindre 0,08 nanomètre (voire 0,04 nm,). Les images obtenues ne sont généralement pas explicites, et doivent être interprétées à l'aide d'un support théorique. L'intérêt principal de ce microscope est de pouvoir combiner cette grande résolution avec les informations de l'espace de Fourier, c'est-à-dire la diffraction. Il est aussi possible d'identifier la composition chimique de l'échantillon en étudiant le rayonnement X provoqué par le faisceau électronique. Contrairement aux microscopes optiques, la résolution n'est pas limitée par la longueur d'onde des électrons, mais par les aberrations dues aux lentilles magnétiques.
Le principe du microscope électronique en transmission a été mis au point en 1931 par Max Knoll et Ernst Ruska. Ce dernier a d'ailleurs reçu le prix Nobel de physique en 1986 pour cette invention. 
Elle consiste à placer un échantillon suffisamment mince sous un faisceau d'électrons, et à utiliser un système de lentilles magnétiques pour projeter l'image électronique de l'échantillon sur un écran phosphorescent qui la transforme en image optique. Pour les échantillons cristallins, un autre mode d'utilisation consiste à visualiser le cliché de diffraction de l'échantillon.
Les applications de la microscopie électronique couvrent un très vaste domaine, de l'observation d'échantillons biologiques, comme le noyau des cellules à l'analyse d'échantillons industriels dans la métallurgie ou l'industrie des semi-conducteurs.

## Terminologie
Une erreur courante consiste à dire « microscope électronique à transmission », par analogie avec le « microscope électronique à balayage ». Cette erreur est fréquente dans le milieu scientifique et la littérature. Il s'agit bien d'un microscope en transmission car on observe l'échantillon en transparence, en transmission.

## Principe
Selon la théorie d'Abbe, la résolution maximum qu'il est possible d'obtenir avec un microscope optique dépend de la longueur d'onde des photons et de l'ouverture numérique du système optique. La limite de résolution transverse {\displaystyle d} d'un microscope, c'est-à-dire la plus petite distance en dessous de laquelle deux points voisins ne seront plus distingués, peut être exprimée à l'aide de la longueur d'onde d'illumination {\displaystyle \lambda }, de l'indice de réfraction {\displaystyle n} en sortie d'objectif, et du demi angle du cône de lumière maximum accessible {\displaystyle \alpha }. 
{\displaystyle d=0{,}61\,{\frac {\lambda }{n\,\sin \alpha }}=0{,}61\,{\frac {\lambda }{\mathrm {NA} }}}
où {\displaystyle \mathrm {NA} =n\sin \alpha } est l'ouverture numérique de l'objectif (numerical aperture en anglais).
Au début du XXe siècle, l'idée est venue de repousser cette limite imposée par la longueur d'onde relativement élevée de la lumière visible, de 400 à 700 nanomètres en mettant en jeu des électrons dont on savait, d'après la mécanique ondulatoire de Louis de Broglie, qu'ils possédaient à la fois les propriétés des particules et celle des ondes. Cela suggérait que l'on pouvait traiter un faisceau d'électrons de la même manière qu'un faisceau d'ondes électromagnétiques afin d'obtenir une image de l'échantillon.
Dans un microscope électronique, les électrons accélérés sont générés par un canon à électrons comprenant une source et un champ électrique produit par une différence de potentiel entre la source et une anode, puis focalisés sur un échantillon ultra-mince par des lentilles magnétiques ou électrostatiques. Le faisceau d'électrons interagit avec l'échantillon avec un contraste spatial résultant de différences locales de densité ou de composition chimique. Un détecteur d'électrons (film photographique ou, depuis la fin du XXe siècle, un capteur CCD) permet ensuite d'obtenir une image de l'échantillon, tel qu'il a été « vu » par les électrons transmis.
Le microscope électronique en transmission a deux principaux modes de fonctionnement :
Mode imageLe faisceau électronique interagit avec l'échantillon suivant l'épaisseur, la densité ou la nature chimique de celui-ci, ce qui conduit à la formation d'une image contrastée dans le plan image. En plaçant le détecteur dans le plan image, on peut observer l'image par transparence de la zone observée.
Mode diffractionCe mode exploite le comportement ondulatoire des électrons. Lorsque le faisceau traverse un échantillon cristallisé, il est  diffracté : l'intensité du faisceau incident est répartie sur quelques faisceaux émis dans des directions bien distinctes (directions d'interférence constructive). Ceux-ci se recombinent pour former l'image, grâce aux lentilles magnétiques.

## Histoire

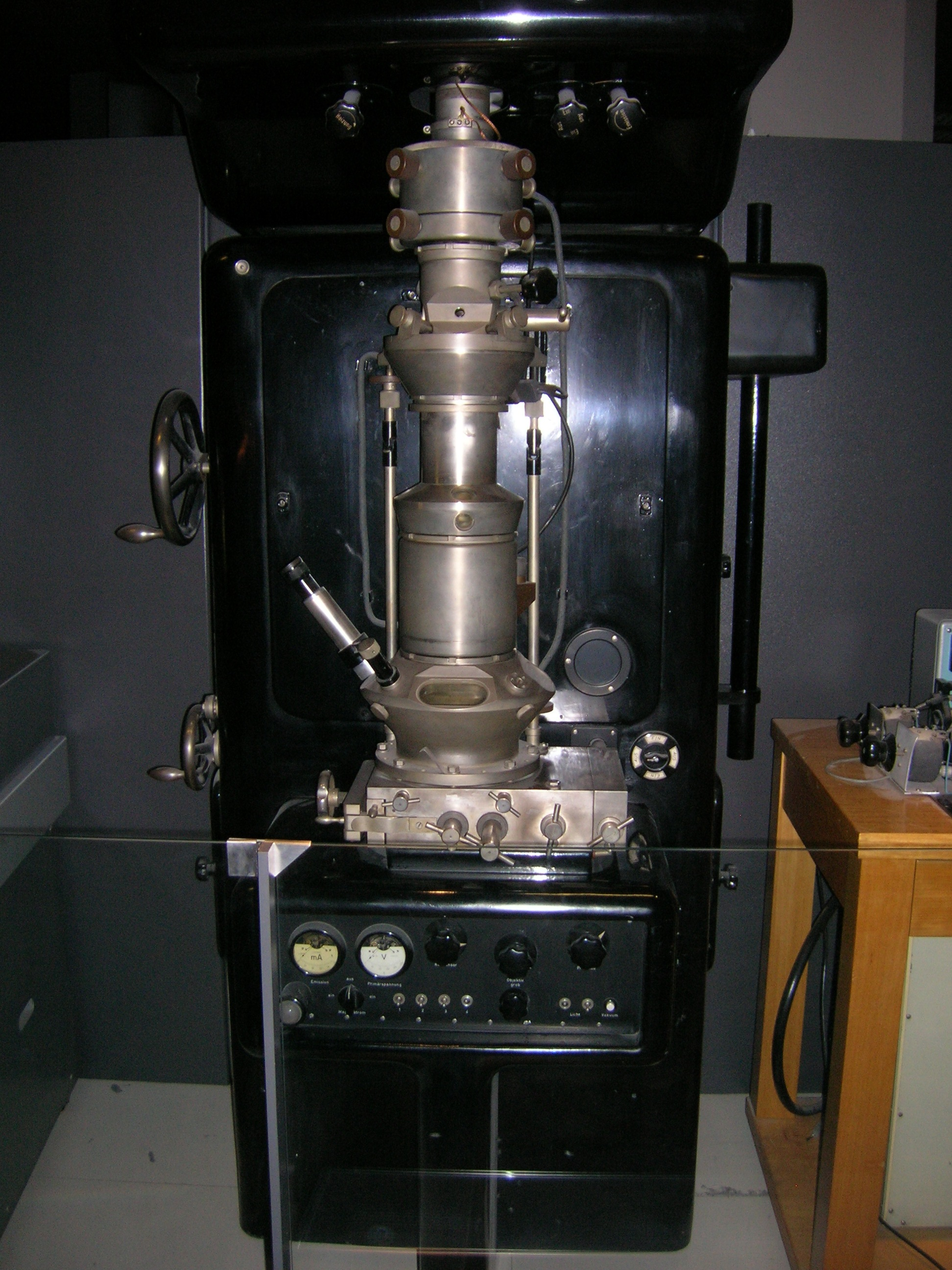
Le premier TEM avec une résolution plus grande qu'un microscope optique, conservé au Deutsches Museum de Munich.

La mise au point de la microscopie électronique est l'aboutissement de progrès scientifiques initiés au milieu du XIXe siècle. Avant même que l'existence des électrons soit démontrée, des expériences sur les rayons cathodiques avaient déjà été menées par les physiciens Plücker, Hittorf, Birkeland, Braun, Wiechert ou encore Riecke. Les travaux de J.J. Thomson sur les tubes cathodiques et ceux de Hans Busch sur l'optique électronique sont les contributions majeures qui permettront à Max Knoll et son étudiant Ernst Ruska de construire le premier microscope électronique. Les études de Busch, ont montré qu'il est possible de focaliser les électrons dans une région précise de l'espace, à l'aide de champs électromagnétiques.
En 1928, Adolf Matthias, professeur à l'Université technique de Berlin charge Max Knoll de former une équipe pour effectuer des recherches sur l'oscilloscope à tube cathodique. Le groupe est constitué d'étudiants et de doctorants, dont Ernst Ruska et Bodo von Borries
Ainsi, les premiers microscopes furent construits en 1931, par l'équipe de Knoll, avec un grossissement d'environ 100. L'un avait deux lentilles magnétiques, l'autre deux lentilles électrostatiques,. L'hypothèse de De Broglie vint appuyer l'idée que la microscopie électronique pourrait avoir une plus grande résolution par rapport à la microscopie photonique, étant donné que la longueur d'onde ne serait plus le facteur limitant.  En 1933, ils construisirent un microscope ayant une plus grande résolution que celle d'un microscope optique.
Afin d'obtenir des financements supplémentaires, von Borries, Ernst Ruska et son frère Helmut cherchèrent à développer la microscopie électronique industriellement. À la suite de discussion avec les entreprises Carl Zeiss et Siemens, cette dernière fut choisie et le développement commença en 1937. À partir de 1939, les premiers microscopes furent fabriqués en série par Siemens.
La microscopie électronique a aussi été l'objet de développements dans d'autres groupes de recherche. À l'Université de Toronto, Albert Prebus et James Hillier ont construit le premier microscope nord-américain en 1938. Le groupe de travail d'Ernst Brüche de l'institut de recherche de AEG a aussi participé au développement de la microscopie électronique,.
À la fin de la Seconde Guerre mondiale, les microscopes électroniques se développent de manière importante et sont principalement fabriqués par les entreprises européennes, comme Zeiss, Philips (depuis fusionné avec FEI) et japonaises, comme JEOL, Hitachi.
En 1998, un correcteur d'aberration a été mis au point par une collaboration entre Harald Rose, Maximilian Haider, Knut Urban et Johannes Buchmann. Ce correcteur permet de modifier le facteur caractérisant l'aberration sphérique {\displaystyle C_{s}} et d'améliorer ainsi la  résolution du microscope. Ce correcteur fabriqué par CEOS Gmbh et monté dans les microscope de Zeiss, JEOL et FEI permet d'obtenir une résolution spatiale inférieure à l’angström. Un projet de recherche est en cours pour tenter de fabriquer un microscope atteignant une résolution de 0,5 Å.

## Description de l'instrument

### Éléments constitutifs

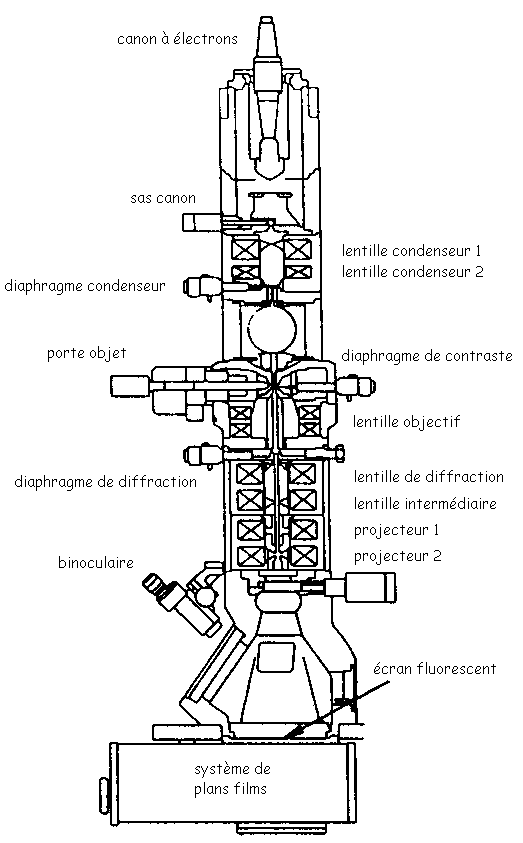
Schéma d'un MET.

Un microscope électronique en transmission est composé des principaux éléments suivants :
- d'un canon à électrons, qui fournit le faisceau électronique ;
- de lentilles magnétiques ;
- d'un système de détecteurs d'électrons.

Ces éléments sont placés dans un vide variant de 10−7 mbar pour le détecteur CCD à 10−10 mbar pour la source d'électrons. Le microscope peut être équipé d'un détecteur de rayons X pour effectuer des analyses dispersives en énergie (EDXS, pour energy-dispersive X-ray spectroscopy).
Autour du microscope se situe un réservoir d'azote liquide, qui sert à refroidir une certaine zone près de l'échantillon. De cette manière, les impuretés présentes dans le vide se condensent dans cette zone, et ne contaminent pas l'échantillon. Un second réservoir sert à refroidir le détecteur de rayons X, si le microscope en est équipé.
D'après l'hypothèse de Louis de Broglie dans l'hypothèse relativiste, les électrons possèdent une longueur d'onde donnée par :
où {\displaystyle h}, {\displaystyle e}, {\displaystyle m_{0}} et {\displaystyle E_{0}=m_{0}c^{2}=511{\text{ keV}}} sont respectivement la constante de Planck, la charge, la masse et l'énergie au repos de l'électron.
Cette relation donne la longueur d'onde des électrons à partir de la tension d'accélération {\displaystyle U} :
| U (kV) | v/c   | {\displaystyle \lambda } (pm) |
| ------ | ----- | ----------------------------- |
| 100    | 0,548 | 3,70                          |
| 300    | 0,776 | 1,97                          |
| 1000   | 0,941 | 0,87                          |

### Canon à électrons
Le faisceau d'électrons est produit au moyen d'un canon à électrons. La stabilité et la brillance ont une importance particulière dans la qualité des mesures effectuées. Le canon doit extraire les électrons d'un matériau puis les accélérer. Il existe plusieurs types de source à électrons :
- l'émission thermoïonique, avec les filaments de tungstène et pointes d'hexaborure de lanthane ;
- l'émission par effet de champ ;
- la source Schottky à émission de champ, de plus en plus employée, qui a un principe de fonctionnement intermédiaire.

Selon les systèmes, le faisceau d'électrons sera plus ou moins cohérent, c'est-à-dire que les électrons seront plus ou moins en phase. Une bonne cohérence permet une meilleure résolution des images.
Un canon à émission thermoïonique consiste en une pointe de métal en forme de V, qui est chauffée à haute température par circulation d'un courant, jusqu'à ce que les électrons présents dans le métal atteignent le travail de sortie. Simultanément une différence de potentiel très importante (entre 20 kV et 300 kV généralement) est appliquée. Les électrons qui sont sortis du métal sont accélérés par le potentiel de l'anode en direction de l'échantillon. D'une manière générale le canon à chauffage ne donne pas un faisceau très cohérent. Cela est dû au fait que la vitesse, et donc l'énergie cinétique des électrons émis, suit une distribution gaussienne. Il en découle une aberration chromatique. Il existe des filaments en tungstène, sur d'autres il est ajouté au filament un cristal d'hexaborure de lanthane. Ces derniers sont beaucoup plus chers mais fournissent une meilleure cohérence.
Un canon à émission de champ (en anglais Field Emission Gun ou FEG) est constitué d'une pointe de tungstène cristallin d'environ 100 nm pour les cold FEG et de 0,5 µm pour les FEG Schottky. L'extraction des électrons ne s'effectue pas par chauffage, mais en appliquant un champ électrique intense (≈ 107 V/cm et ≈ 4 kV). Cette source est caractérisée par une faible variabilité énergétique, et une bonne cohérence. Cependant elle nécessite un vide extrêmement poussé (de l'ordre de 10−10 mbar). Dans le cas contraire, la pointe du canon s'oxyde et l'effet d'émission chute drastiquement. Cette exigence en fait des machines très coûteuses et délicates. À signaler que les pointes sont recouvertes d'une couche de ZrO2 qui mouille la pointe et permet de diminuer le travail de sortie des électrons.

### Vide
Les électrons se déplacent, ici, dans le vide.
Pour permettre cela, le microscope est donc équipé d'un système de vide (Pompe à vide, jauges, électrovannes).
Le vide créé est un vide de l'ordre de 10-6 mbars pour les filaments de tungstène et peut atteindre jusqu'à 10-10 mbars dans les canons FEG.
Pour générer ces vides on utilise :
- une pompe primaire (palettes, scroll...) ;
- une pompe secondaire (diffusion d'huile pendant longtemps, mais on utilise de plus en plus des pompes turbomoléculaires) ;
- des pompes ioniques pour les FEG et parfois pour les LaB6.

Les pompes à palettes et les pompes à diffusion utilisent de l'huile et présentent le défaut de contaminer l'échantillon et parfois le microscope avec des hydrocarbures. C'est pourquoi on leur préfère de plus en plus les pompes sèches (scroll et pompes turbomoléculaires) même si celles-ci sont plus exigeantes et plus chères en maintenance.
Ces pompes nécessitent d’être refroidies (toujours pour les pompes à diffusion, parfois pour les pompes turbomoléculaires) par un circuit d'eau.

### Système de focalisation
Dans un microscope électronique en transmission, ce sont des lentilles magnétiques qui sont utilisées pour focaliser le faisceau électronique, car les lentilles électrostatiques ne sont pas adaptées pour les tensions élevées. En effet, des tensions de centaines de kilovolts doivent être disposées au plus près possible les unes des autres, ce qui pose des problèmes d'isolation électrique.
Une lentille magnétique consiste en une bobine parcourue par un courant. Le mouvement des électrons dans les lentilles est alors régi par la force de Lorentz {\displaystyle {\vec {F}}=-e{\vec {v}}\wedge {\vec {B}}}. Le travail effectué par cette force est nul, cela signifie que les électrons ne perdront pas d'énergie et seront seulement déviés lors de leur passage dans le champ magnétique.
Ces lentilles peuvent être alimentées par des courants de plusieurs ampères et nécessitent donc d'être refroidies. Ce refroidissement est également indispensable pour la stabilité de l'appareil et la qualité des images. L'eau provient généralement d'un circuit d'eau thermostaté. 
Cet ensemble de lentilles présente l'avantage de pouvoir changer la focalisation simplement en changeant le courant passant dans les bobines. Malgré ces différences avec les lentilles optiques, les lois de l'optique géométrique peuvent être appliquées.

### Aberrations
Si le microscope électronique en transmission était parfait, sa résolution serait de l'ordre de grandeur de la longueur d'onde des électrons. Pour des électrons accélérés à environ 100 kV, elle serait de l'ordre du picomètre (10−12 m). Cependant l'optique électronique est bien moins efficace que l'optique photonique et contient des aberrations pouvant être classées en trois groupes suivant leurs origines  :
- aberrations géométriques, comme l'aberration sphérique et l'astigmatisme ;
- aberrations chromatiques, dues aux faibles variations de l'énergie du faisceau autour d'un certaine valeur, il n'est pas monochromatique ;
- aberrations de charge d’espace, dues aux répulsions coulombiennes dans le faisceau.

Le faisceau n'est pas monochromatique pour plusieurs raisons. Le canon à électrons fournit un faisceau avec une certaine variation chromatique, c'est-à-dire que les électrons émis ont une énergie qui varie autour d'une certaine valeur. Suivant les sources d'électrons, cette variation est plus ou moins grande, les sources FEG ont en général une dispersion en énergie plus faible. La tension d'accélération des électrons peut aussi fluctuer dans le temps. De plus, lorsque le faisceau traverse l'échantillon, il se produit des diffusions inélastiques dans l'échantillon, ce qui peut produire des pertes de plusieurs centaines d'électrons-volts.
À la différence de l'optique photonique, il se produit des interactions entre les électrons dans le faisceau, dus à l'interaction coulombienne. Si le faisceau est très intense, cela produira des aberrations de charge d'espace qui ne concernent généralement pas les MET.
De plus, il faut que le vide dans la colonne soit très bon, sinon, il se produit des interactions entre le faisceau électronique et les molécules résiduelles du vide. Cela a pour conséquence de modifier l'énergie des électrons et donc d'augmenter l'aberration chromatique et de perturber la trajectoire concernée. Ceci nécessite pour les MET un vide meilleur que 10−8 Torr.
La résolution pratique est de quelques angströms. Elle est en général limitée par l'aberration sphérique, sauf pour les microscopes possédant un correcteur d'aberration sphérique, où elle est alors limitée par l'aberration chromatique.

## Interaction électron-matière

Schéma des interactions entre le faisceau électronique incident et l'échantillon.

Le faisceau électronique traversant l'échantillon interagit avec les atomes constituant ce dernier, et produit différentes sortes de rayonnement. Les observations portent essentiellement sur le faisceau transmis, mais l'analyse des rayonnements X émis apportent des mesures complémentaires sur la composition de l'échantillon. D'une manière plus marginale, il est aussi possible d'étudier les rayonnements émis de type électron secondaire, rétrodiffusé, Auger, ou encore cathodoluminescence.
En ce qui concerne le faisceau transmis, il est le résultat de diffusions élastique et inélastique, qui fournissent le contraste des images. Ces deux diffusions conservent la quantité de mouvement, mais la première conserve l'énergie cinétique et contribue en grande partie aux interactions tandis que la seconde conserve l'énergie totale et est concentrée dans les petits angles de diffusion. La différence d'énergie est convertie en l'excitation d'un électron lié à un atome.
La compréhension des processus d'interaction a un rôle essentiel pour savoir comment effectuer les observations et les analyser. C'est à partir de la modélisation de ces interactions que sont définis les différents modes d'imagerie utilisés dans un MET. 

### Diffusion élastique
Le processus de diffusion élastique des électrons par les atomes constitue la contribution majeure à la formation du contraste des images. Il est décrit par la section efficace et le libre parcours moyen de la diffusion Rutherford, qui est due aux interactions coulombiennes.
La section efficace, qui représente la probabilité d'interaction pour un angle {\displaystyle \theta } est donnée par :
{\displaystyle {\frac {\mathrm {d} \sigma }{\mathrm {d} \Omega }}={\frac {e^{4}Z^{4}}{4(4\pi \epsilon _{0})^{2}m_{0}^{2}v^{4}\sin ^{4}({\frac {\theta }{2}})}}}
où {\displaystyle Z}, {\displaystyle \epsilon _{0}} et {\displaystyle v} sont respectivement le numéro atomique de l'atome diffusant, la permittivité du vide et la vitesse de l'électron, et {\displaystyle \mathrm {d} \Omega } l'élément d'angle solide.
Les processus intervenant près du noyau, conduisent à de grands angles de déviation (environ 10−2 radian) car la force de Coulomb entre le noyau et l'électron est plus importante. Les petits angles de diffusion correspondant à des distances plus éloignées de l'atome diffusant, l'électron interagit alors principalement avec un électron lié à l'atome. Ces deux électrons interagissant ayant la même masse, ils peuvent alors échanger facilement de l'énergie, et ainsi réaliser des diffusions inélastiques.

### Diffusion inélastique
Les diffusions inélastiques ont principalement lieu dans les petits angles de diffusion (environ {\displaystyle 10^{-4}} à {\displaystyle 10^{-3}} radian), et conduisent à un changement de la longueur d'onde du faisceau électronique. Ces diffusions ne contribuent pas à l'imagerie haute résolution, mais l'énergie perdue par les électrons du faisceau est utilisée pour analyser la matière.

## Modes d'imagerie

### Mode diffraction

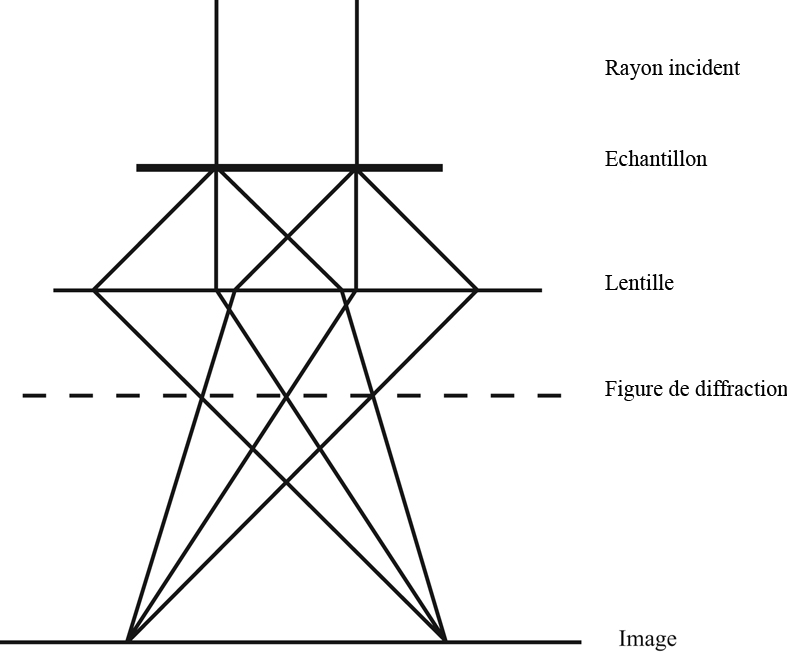
Schéma des rayons dans le faisceau électronique.

Au lieu de s'intéresser à l'image formée, on peut s'intéresser à la diffraction des électrons. En se plaçant dans le plan focal du faisceau et non plus dans le plan image (simplement en changeant la tension dans les lentilles magnétiques), on obtient la figure de diffraction, semblable aux clichés de Laue obtenus en diffraction de rayons X. On peut ainsi visualiser les directions dans lesquelles vont les électrons et ainsi caractériser les cristaux (organisation des atomes, orientation…).

### Mode en champ clair
L'écran est placé dans le plan image. Un diaphragme d'objectif est placé dans le plan focal de manière à sélectionner uniquement le faisceau transmis en ligne droite par l'échantillon. Ce sont donc uniquement les électrons non diffractés qui formeront l'image sur l'écran. Les zones de l'échantillon diffractant fortement le faisceau apparaissent donc les plus sombres. En l'absence d'échantillon, 100 % du faisceau est transmis et l'image apparaît claire, d'où le nom : champ clair (bright field ou BF).
Il existe aussi un mode champ clair sans diaphragme. Dans ce cas, tous les faisceaux transmis et diffractés sont utilisés pour former l'image. Le contraste dépend alors du numéro atomique des constituants de l'échantillon. En effet, les électrons traversants l'échantillon peuvent subir des chocs élastiques et être déviés avec de grands angles. Ils ne sont alors pas détectés. La probabilité de subir un choc élastique augmente avec le numéro atomique (Z) des constituants de l'échantillon et l'épaisseur de l'échantillon. Les éléments lourds apparaissent donc plus sombres et les éléments légers plus clairs. De même, les zones de l'échantillon les plus épaisses apparaissent plus sombres et les zones plus fines plus claires.
Ce mode d'imagerie offre un moins bon contraste que le mode champ clair avec diaphragme d'objectif. Cependant, il peut être utile, notamment en biologie où des marqueurs peuvent être utilisés pour mettre en évidence certaines parties de l'échantillon - voir par exemple le marquage Immunogold.

### Mode en champ sombre
En plaçant un diaphragme dans le plan focal, on peut sélectionner un faisceau diffracté particulier pour former l'image. L'image est donc formée uniquement par les électrons diffractés à un angle particulier. Les zones de l'image qui diffractent à des angles différents apparaissent sombres. De même, en l'absence d'échantillon, tout le faisceau est transmis, il n'y a pas de diffraction et l'image est sombre, d'où le nom : champ sombre (dark field ou DF). 
Ce mode permet d'observer par exemple des défauts cristallins comme une dislocation puisqu'elle distord localement la maille du cristal et donc modifie l'angle de diffraction.

### Microscopie à haute résolution
Ce mode d'imagerie consiste à observer la matière à l'échelle atomique. Certains électrons sont déviés (diffractés), d'autres sont transmis en ligne directe. Si l'on fait interférer un faisceau transmis en ligne directe avec un faisceau diffracté, on obtient une figure d'interférence. Les contrastes sur l'image obtenue sont donc directement corrélés au potentiel projeté de l'échantillon. Suivant la défocalisation et la taille de l'échantillon, cette corrélation change. Une simulation de la figure d'interférence est alors nécessaire pour interpréter l'image obtenue et dire si les colonnes atomiques sont situées sur les points blancs, noirs ou entre les deux. Il ne faut pas croire qu'une image HRMET est une simple photographie où les points blancs ou noirs sont des atomes. Ces images, après traitements, permettent tout de même de tirer des informations sur l'organisation cristalline ainsi que les défauts qui s'y trouvent, comme les joints de grains, dislocations, etc.

### Analyse dispersive en énergie
L'analyse dispersive en énergie consiste à étudier les rayonnements X des atomes constituant l'échantillon. Le faisceau électronique traversant l'échantillon provoque l'ionisation d'atomes, et ces derniers émettent des rayons X lors de leur désexcitation. L'énergie du rayonnement émis est caractéristique de la nature chimique de l'échantillon et permet donc de faire une analyse élémentaire, c'est-à-dire de savoir quels sont les atomes présents dans l'échantillon.
Cette analyse peut être quantifiée à l'aide de modèles qui prennent en compte l'absorption, la fluorescence, les caractéristiques matérielles, etc. et qui permettent de connaître la proportion de chaque élément dans la zone observée. Cette analyse n'est cependant pas dépourvue d'artefacts, les détecteurs ne mesurant pas seulement les rayons X venant de la zone irradiée mais aussi des alentours.
La résolution spatiale est de quelques nanomètres, ce qui permet alors d'effectuer des cartes de la composition. Cependant la résolution spectrale n'est pas aussi bonne qu'une analyse en perte d'énergie ou qu'une analyse dispersive en longueur d'onde, ceci est dû au principe de fonctionnement du détecteur.

### Microscopie électronique en transmission à balayage
Cette technique (STEM de l'anglais scanning transmission electron microscopy) consiste à focaliser le faisceau électronique en une sonde électronique aussi petite que possible et à donner à cette sonde un mouvement de balayage. Cette technique est similaire à celle utilisée en microscopie électronique à balayage, sauf qu'ici le volume d'interaction est beaucoup plus petit, étant donné que l'échantillon est mince. 
Les observations peuvent se faire en champ clair ou en champ sombre. Ce mode a plusieurs avantages :
- réduction des effets des aberrations, car il n'y a pas de formation d'image comme en mode image, mais une reconstruction point par point de l'image de l'intensité transmise ;
- haute résolution en champ sombre ;
- contrôle facile de la zone observée, utile pour des analyses EELS ou EDX[30].

Il est possible de dresser une cartographie chimique de l'échantillon, soit en analysant les rayons X émis par les atomes sous l'effet des électrons, soit en effectuant des études spectrales des pertes d'énergie.

### Holographie électronique

Schéma de l'holographie électronique « off-axis ». La source d'électrons (1) forme le faisceau, dont une partie traverse l'échantillon (2) et constitue ainsi l'onde image (3). L'autre partie du faisceau électronique sert d'onde de référence (4), qui va ensuite interférer avec l'onde image pour former l'hologramme (6), grâce au biprisme de Möllenstedt (5).

L'holographie électronique imaginé par Dennis Gabor en 1949, est une technique d'imagerie qui permet d'enregistrer les figures d'interférences (hologramme) formées par un objet. Cette technique permet alors de reconstruire les fronts d'ondes constituant le faisceau électronique, et d'en déduire la phase.
La réalisation pratique consiste à enregistrer l'hologramme entre l'onde de référence {\displaystyle \Psi _{0}} et l'onde image de l'échantillon {\displaystyle \Psi _{r}}, c'est-à-dire l'onde qui a traversé l'objet. Cette opération peut être réalisée par holographie « off-axis » à l'aide d'un biprisme de Möllenstedt installé dans le plan image du microscope. Ce biprisme composé d'un fil auquel est appliquée une faible tension, permet de faire superposer une moitié du faisceau électronique (onde de référence) avec l'autre moitié ayant traversé l'échantillon (onde diffusée), et ainsi de former la figure d'interférence.
L'intensité enregistrée sur l'hologramme est la somme de plusieurs termes : l'intensité de l'onde de référence {\displaystyle \Psi _{0}}, de l'onde image {\displaystyle \Psi _{r}} et d'un terme d'interférence, composé de franges cosinusoïdales représentant l'amplitude locale  {\displaystyle A} et la phase locale {\displaystyle \phi }. L'intensité est donnée par :
{\displaystyle {\begin{aligned}I_{holo}({\vec {r}})&=|\Psi _{0}+\Psi _{r}|^{2}\\\ &=1+A^{2}({\vec {r}})+2A({\vec {r}})\cos(2\pi {\vec {q}}_{c}{\vec {r}}-\phi ({\vec {r}}))\end{aligned}}}
Cette méthode est utilisée pour étudier la répartition spatiale du champ magnétique et électrostatique à l'intérieur de l'échantillon avec une grande précision.

### Mode faible dose
Ce mode est optimisé pour l'observation d'échantillons sensibles aux électrons. Il est indispensable à l'étude d'échantillons biologiques observés dans un état hydraté vitreux. Il permet d'irradier au minimum la zone de l'échantillon que l'on veut micrographier. Le principe de ce mode est le suivant. À faible grossissement (environ 5 000 x), on sélectionne une zone d'intérêt dans l'échantillon. À ce grossissement, on n'irradie que très faiblement l'objet (la dose électronique est proportionnelle au carré du grossissement). À partir de ce positionnement, la zone d'exposition et la zone de mise au point sont définies. Elles sont distantes de quelques micromètres l'une de l'autre. La mise au point nécessite d'irradier l'échantillon pendant une durée de plusieurs secondes au grossissement final (typiquement 40 000 x). Cela détériore l'échantillon et c'est pourquoi on le fait à une certaine distance de la zone d'exposition. Cette dernière zone n'est irradiée au grossissement final que le temps d'enregistrer une micrographie (environ 1 seconde).

## Préparation des échantillons
En microscopie électronique, les échantillons sont soumis à plusieurs contraintes :
- l'impact du faisceau électronique ;
- l'observation dans une chambre à vide ;
- échantillon mince afin que le faisceau puisse être transmis.

Pour que les échantillons ne soient pas dégradés durant l'observation et puissent être observés en transmission, les échantillons doivent être dans la plupart des cas préparés. Cette phase est très importante, car c'est elle qui détermine en partie la qualité des résultats obtenus. Suivant les échantillons, les modes de préparation diffèrent.
De plus, l'échantillon doit être conducteur, afin qu'il ne se produise pas de charge électrique locale, dû au faisceau électronique. Pour pallier ce problème, il faut parfois déposer une fine couche conductrice.

### Échantillons organiques
En biologie, la lame mince s'obtient en faisant une coupe à l'aide d'un microtome. Une technique de microclivage a permis d'obtenir des profils de multicouches.
De la même façon qu'en microscopie photonique appliquée à la biologie, on utilise souvent des colorants pour rehausser le contraste des détails d'un échantillon, il est possible en microscopie électronique d'utiliser des composés de métaux lourds comme l'osmium, le plomb ou l'uranium pour les fixer dans des zones d'intérêt, comme le noyau d'une cellule. Ces atomes lourds interagissent suffisamment avec les électrons pour les écarter de la partie du faisceau interceptée par le détecteur phosphorescent, faisant ainsi apparaître des taches sombres sur le détecteur.

#### Coloration négative
Les échantillons minces sont adsorbés sur une grille métallique recouverte d'un film de carbone fin. Ce sont typiquement des complexes protéiques ou des virus. L'excès d'eau est absorbé à l'aide d'un papier buvard. Une solution contenant un agent contrastant, tel du tétroxyde d'osmium ou de l'acétate d'uranyle, est ajouté sur la grille pendant quelques secondes puis absorbé. Celui-ci va se fixer préférentiellement au bord des particules adsorbées. De par sa forte masse atomique, le contrastant dévie les électrons dans le diaphragme objectif. Ainsi l'échantillon biologique apparaît plus clair que ce qui l'entoure, d'où le nom de coloration négative. L'échantillon apparaît blanc sur un fond sombre sur les photographies.

#### Ombrage rotatif
Cette technique également appelée « ombrage réplique » est une technique de MET qui étudie le relief des structures. Elle consiste en la vaporisation d'une couche très fine de platine, avec un angle précis, sur l'échantillon maintenu en rotation. Cette couche de platine, consolidée avec une couche de carbone également très fine, est ensuite décollée de l'échantillon puis observée directement par dépôt sur les grilles d'observations.

### Échantillons inorganiques

#### Amincissement

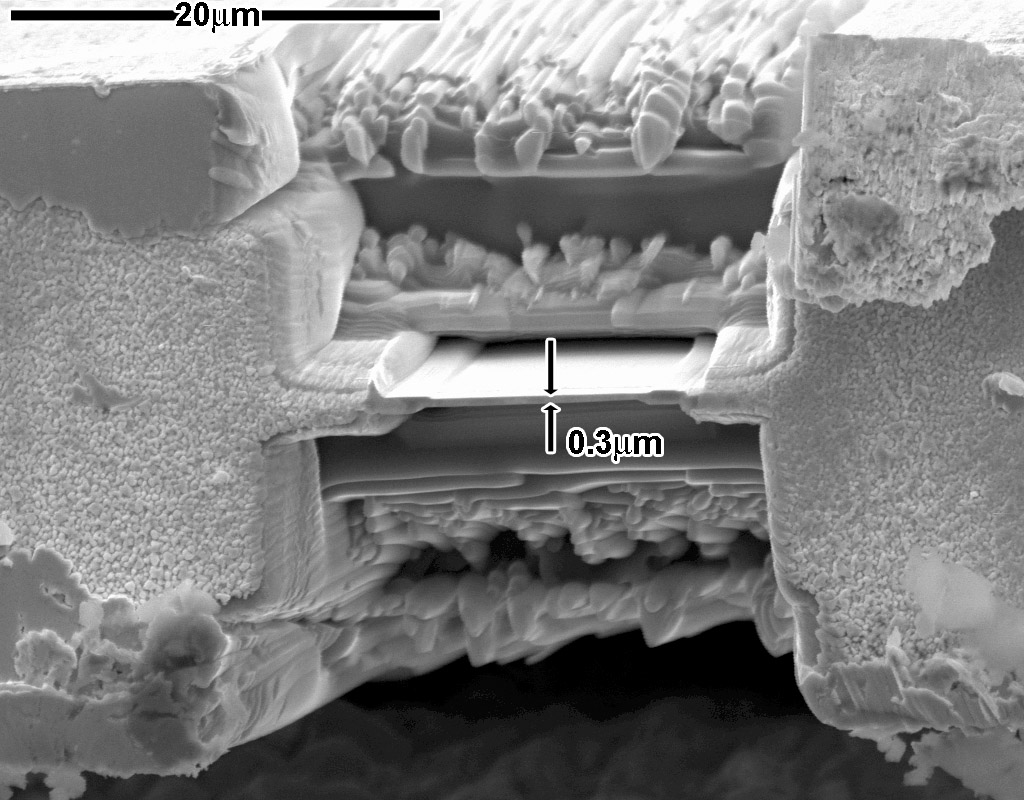
Image MEB d'un échantillon préparé pour une analyse MET avec une sonde ionique focalisée (FIB). La membrane mince dont l'épaisseur est d'environ 300 nm est acceptable pour une analyse MET, à condition de ne pas rechercher une très bonne résolution spatiale.

Pour les échantillons volumiques, la préparation se déroule en plusieurs étapes. D'abord une fine lamelle de 3 mm de diamètre est prélevée avec une scie à fil diamanté, puis celle-ci est préamincie à l'aide de techniques grossières utilisant des procédés mécaniques ou chimiques. La dernière étape doit être effectuée de manière plus précise afin de conserver des vastes zones très minces. Elle peut s'effectuer par bombardement ionique, où un faisceau d'ions Ar perce l'échantillon. Depuis quelques années, la technique la plus courante consiste en phase finale à faire un usinage avec une sonde ionique focalisée.
En ce qui concerne l'épaisseur critique d'un échantillon, il n'existe pas de critère simple de définition. Pour une bonne observation, le faisceau transmis doit conserver un degré satisfaisant de collimation et une dispersion énergétique réduite. En règle générale, l'épaisseur est comprise entre quelques dizaines et centaines de nanomètres.

#### Dépôt
Dans certains cas, il est possible de broyer, ou de gratter le matériau, puis de le dissoudre dans une solution. En prélevant une goutte et en l'évaporant, on peut alors déposer le matériau sur une grille. Cette dernière est généralement recouverte d'un film mince transparent au MET, ou alors possède des trous au bord desquels des morceaux peuvent se suspendre à l'intensité des forces de tension superficielle. De cette manière des nanoparticules peuvent être déposées et étudiées.

## Applications
Une des applications importantes aujourd'hui est celle de la tomographie. La tomographie permet, à partir de l'observation des échantillons sous une série d'angles, appelée série tiltée (souvent entre -70° et +70° dans le meilleur des cas) de reconstituer l'échantillon en 3D. C'est en fait le principe du scanner, qui lui fonctionne avec des rayons X.
Les algorithmes de reconstruction sont les mêmes que ceux développés en rayons X ; néanmoins certains problèmes se posent à l'échelle à laquelle on travaille en microscopie électronique, parmi lesquels :
la limitation de la série d'angles, le mouvement de l'échantillon lors de la série de prises de vue, l’indétermination de l'axe de rotation.
Il faut donc aligner la série d'images et déterminer précisément l'axe de rotation avant de procéder à la reconstruction mathématique à l'aide d'algorithmes d'inversion. Des algorithmes plus poussés prenant en compte des informations préalables sur l'objet à reconstruire peuvent également être utilisés pour compenser la limitation de la série d'angles.  
La spectroscopie de perte d'énergie des électrons (EELS) permet d'obtenir d'autres informations : reconnaître les atomes et connaître les liaisons chimiques.

## Images

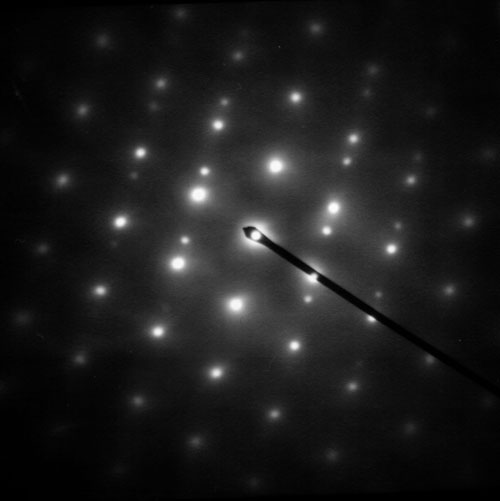
Cliché de diffraction d'austenite.
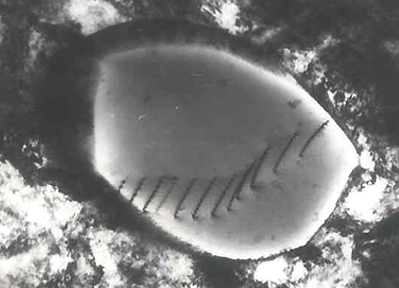
Image montrant des dislocations.
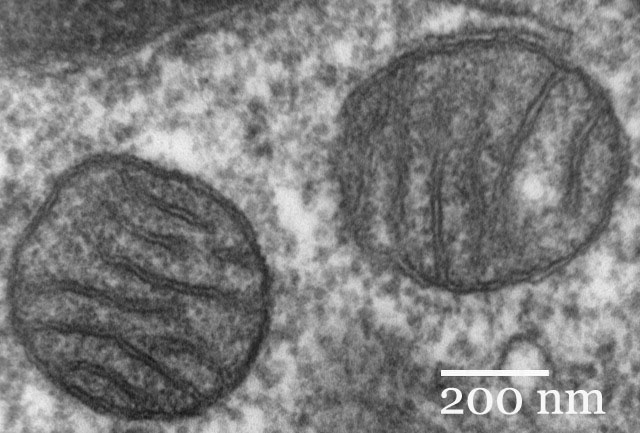
Image de cellules pulmonaires montrant des mitochondries
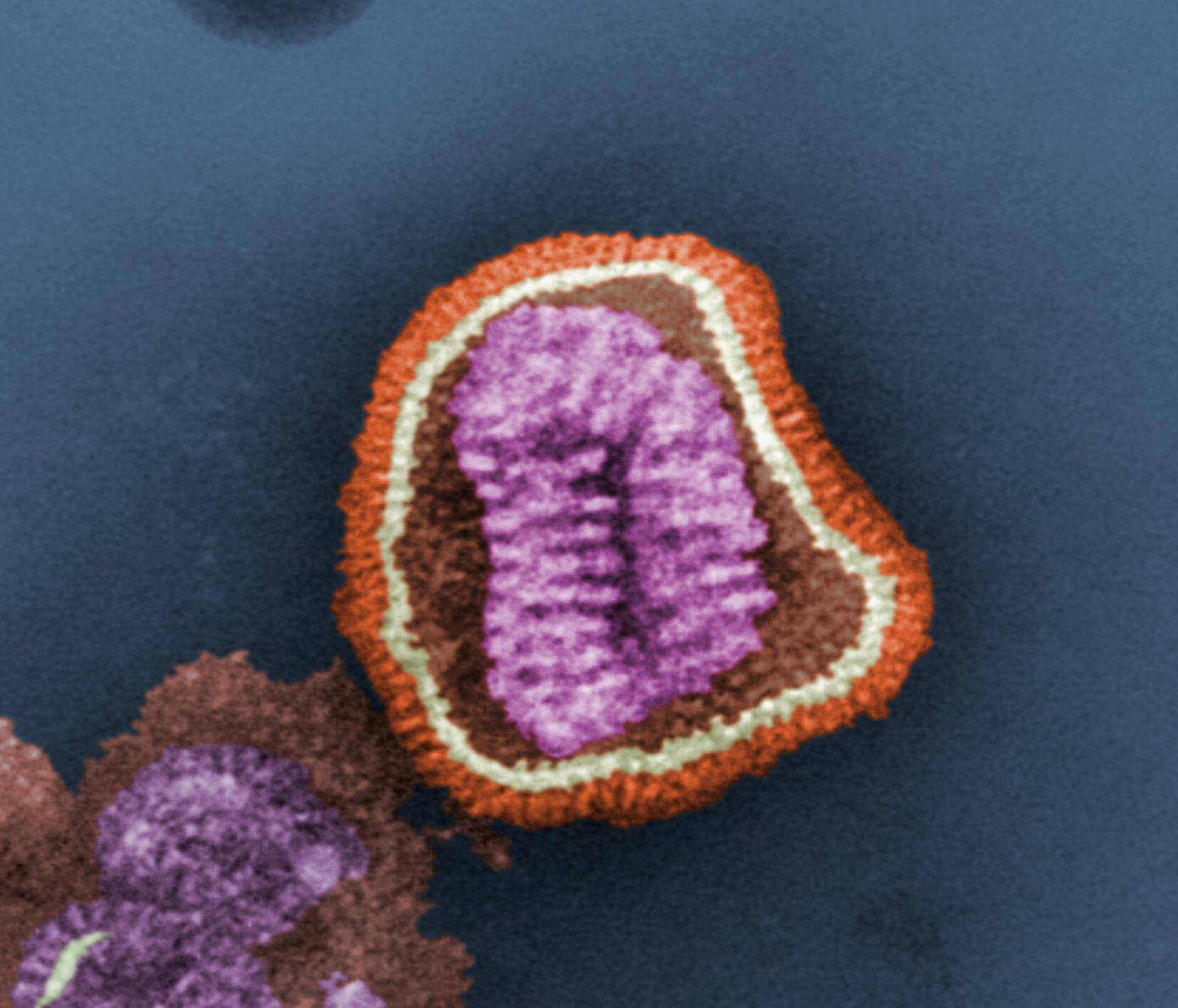
Image en fausses couleurs du virus de la grippe.